# Molekulski oblak
Molekularni oblak je zvjezdana formacija, vrsta međuzvjezdanog oblaka čija gustoća i veličina dopušta stvaranje molekula, najčešće molekularnog vodika (H2).
Molekularni vodik infracrvena i radijska promatranja teško otkrivaju, tako da molekula kojom se otkriva nazočnost H2 je ugljikov monoksid. Vjeruje se da je omjer luminoziteta CO i mase H2 stalan, iako postoje razlozi za sumnjati u ovu pretpostavku pri promatranju nekih inih galaksija.